# Colobothea carneola
Colobothea carneola är en skalbaggsart som beskrevs av Bates 1865. Colobothea carneola ingår i släktet Colobothea och familjen långhorningar. Inga underarter finns listade i Catalogue of Life.